# 《复仇者联盟》获奖名单
《复仇者联盟》是一部2012年的美国超级英雄电影，由乔斯·温登编剧并导演，根据漫威漫画中的超级英雄团体复仇者改编。电影的主要演员包括小罗伯特·唐尼、克里斯·埃文斯、马克·鲁法洛、克里斯·海姆斯沃斯、斯嘉丽·约翰逊、杰瑞米·雷纳、汤姆·希德勒斯顿、克拉克·格雷格、寇碧·史莫德斯、斯特兰·斯卡斯加德和塞缪尔·杰克逊。片中洛基率领外星大军入侵地球，维和组织神盾局的局长尼克·弗瑞（杰克逊饰）为此招募钢铁侠（唐尼饰）、美国队长（埃文斯饰）、绿巨人（鲁法洛饰）和雷神（海姆斯沃斯饰），与隶属该局的鹰眼（雷纳饰）和黑寡妇（约翰逊饰）并肩作战。
《复仇者联盟》的制作预算高达2.2亿美元，于2012年5月4日开始在美国院线上映，全球票房超过15亿美元。该片获得多个不同组织颁发的不同类别荣誉和奖项肯定，其中大部分都是对电影本身、演员表演（特别是唐尼、约翰逊和海姆斯沃斯）和视觉特技的认可。《复仇者联盟》获奥斯卡最佳视觉效果奖和英国电影学院奖最佳视觉效果提名，还提名了3项评论家选择奖、5项帝国奖、6项儿童选择奖、6项MTV电影大奖（赢得3项）、13项人民选择奖（胜出3项）、6项土星奖（获奖4项）、11项青少年选择奖（拿下两项）和6项视觉效果协会奖（夺得两项）。

## 荣誉
| 类别               | 颁奖日期       | 奖项                                 | 获奖或提名人 | 结果 | 来源                 |
| ------------------ | -------------- | ------------------------------------ | --- | ---- | -------------------- |
| 金拖车奖           | 2012年5月31日  | 2012年暑期大片预告片                 | 《复仇者联盟》之《个人》（Personal）                                                                                              | 提名 | [ 4 ]                |
| 金拖车奖           | 2012年5月31日  | 最佳动作片电视预告片                 | 《复仇者联盟》之《成为》（Become）                                                                                              | 提名 | [ 4 ]                |
| 青少年选择奖       | 2012年7月22日  | 科幻电影之选                         | 《复仇者联盟》 | 提名 | [ 5 ] [ 6 ] [ 7 ]    |
| 青少年选择奖       | 2012年7月22日  | 科幻电影男演员之选                   | 克里斯·海姆斯沃斯 | 提名 | [ 5 ] [ 6 ] [ 7 ]    |
| 青少年选择奖       | 2012年7月22日  | 科幻电影男演员之选                   | 小罗伯特·唐尼 | 提名 | [ 5 ] [ 6 ] [ 7 ]    |
| 青少年选择奖       | 2012年7月22日  | 科幻电影女演员之选                   | 斯嘉丽·约翰逊 | 提名 | [ 5 ] [ 6 ] [ 7 ]    |
| 青少年选择奖       | 2012年7月22日  | 电影怒发冲冠之选                     | 马克·鲁法洛 | 提名 | [ 5 ] [ 6 ] [ 7 ]    |
| 青少年选择奖       | 2012年7月22日  | 电影恶魔之选                         | 汤姆·希德勒斯顿 | 提名 | [ 5 ] [ 6 ] [ 7 ]    |
| 青少年选择奖       | 2012年7月22日  | 电影抢戏男演员之选                   | 克里斯·埃文斯 | 提名 | [ 5 ] [ 6 ] [ 7 ]    |
| 青少年选择奖       | 2012年7月22日  | 暑期动作片之选                       | 《复仇者联盟》 | 獲獎 | [ 5 ] [ 6 ] [ 7 ]    |
| 青少年选择奖       | 2012年7月22日  | 暑期电影男明星之选                   | 小罗伯特·唐尼 | 提名 | [ 5 ] [ 6 ] [ 7 ]    |
| 青少年选择奖       | 2012年7月22日  | 暑期电影男明星之选                   | 克里斯·海姆斯沃斯 (《复仇者联盟》和《白雪公主与猎人》)                                                                    | 獲獎 | [ 5 ] [ 6 ] [ 7 ]    |
| 青少年选择奖       | 2012年7月22日  | 暑期电影女明星之选                   | 斯嘉丽·约翰逊 | 提名 | [ 5 ] [ 6 ] [ 7 ]    |
| 好莱坞奖           | 2012年10月10日 | 视觉效果                             | 杰夫·怀特（Jeff White） | 獲獎 | [ 8 ]                |
| 底特律影评人协会   | 2012年12月14日 | 最佳群体演出                         | 《复仇者联盟》 | 提名 | [ 9 ]                |
| 圣路易斯影评人协会 | 2012年12月17日 | 最佳视觉效果                         | 《复仇者联盟》 | 提名 | [ 10 ]               |
| 人民选择奖         | 2013年1月9日   | 最受欢迎电影                         | 《复仇者联盟》 | 提名 | [ 11 ]               |
| 人民选择奖         | 2013年1月9日   | 最受欢迎动作片                       | 《复仇者联盟》 | 提名 | [ 11 ]               |
| 人民选择奖         | 2013年1月9日   | 最受欢迎系列电影                     | 《复仇者联盟》 | 提名 | [ 11 ]               |
| 人民选择奖         | 2013年1月9日   | 最受欢迎电影男星                     | 小罗伯特·唐尼 | 獲獎 | [ 11 ]               |
| 人民选择奖         | 2013年1月9日   | 最受欢迎电影女星                     | 斯嘉丽·约翰逊 | 提名 | [ 11 ]               |
| 人民选择奖         | 2013年1月9日   | 最受欢迎动作影星                     | 克里斯·埃文斯 | 提名 | [ 11 ]               |
| 人民选择奖         | 2013年1月9日   | 最受欢迎动作影星                     | 克里斯·海姆斯沃斯 (《复仇者联盟》和《白雪公主与猎人》)                                                                    | 獲獎 | [ 11 ]               |
| 人民选择奖         | 2013年1月9日   | 最受欢迎动作影星                     | 小罗伯特·唐尼 | 提名 | [ 11 ]               |
| 人民选择奖         | 2013年1月9日   | 最受欢迎电影超级英雄                 | 克里斯·埃文斯扮演的美国队长                                                                                               | 提名 | [ 11 ]               |
| 人民选择奖         | 2013年1月9日   | 最受欢迎电影超级英雄                 | 克里斯·海姆斯沃斯扮演的雷神                                                                                               | 提名 | [ 11 ]               |
| 人民选择奖         | 2013年1月9日   | 最受欢迎电影超级英雄                 | 小罗伯特·唐尼扮演的钢铁侠                                                                                                 | 獲獎 | [ 11 ]               |
| 人民选择奖         | 2013年1月9日   | 最受欢迎银幕化学反应                 | 斯嘉丽·约翰逊和杰瑞米·雷纳                                                                                                | 提名 | [ 11 ]               |
| 人民选择奖         | 2013年1月9日   | 最受欢迎的英雄面孔                   | 斯嘉丽·约翰逊 | 提名 | [ 11 ]               |
| 评论家选择奖       | 2013年1月10日  | 最佳动作片                           | 《复仇者联盟》 | 提名 | [ 12 ]               |
| 评论家选择奖       | 2013年1月10日  | 最佳动作片男演员                     | 小罗伯特·唐尼 | 提名 | [ 12 ]               |
| 评论家选择奖       | 2013年1月10日  | 最佳视觉效果                         | 《复仇者联盟》 | 提名 | [ 12 ]               |
| 安妮奖             | 2013年2月2日   | 真人电影动画特效杰出成就奖           | 杰罗姆·普拉图克斯（Jerome Platteaux）、约翰·西古森（John Sigurdson）、瑞恩·霍普金斯（Ryan Hopkins）、劳尔·艾塞格（Raul Essig）和马克·查塔维（Mark Chataway）：《复仇者联盟》——工业光魔公司 | 獲獎 | [ 13 ]               |
| 安妮奖             | 2013年2月2日   | 真人电影角色动画杰出成就奖           | 雅库布·皮斯特基（Jakub Pistecky）、马亚·凯泽（Maia Kayser）、斯科特·本扎（Scott Benza）、史蒂夫·金（Steve King）和基兰·巴特（Kiran Bhat）：《复仇者联盟》——工业光魔公司           | 提名 | [ 13 ]               |
| 视觉效果协会奖     | 2013年2月5日   | 视效驱动型长片电影最佳视觉效果       | 《复仇者联盟》：苏珊·皮克特（Susan Pickett）、简尼克·西尔斯、杰夫·怀特和盖伊·威廉斯                                                    | 提名 | [ 14 ]               |
| 视觉效果协会奖     | 2013年2月5日   | 真人长片电影最佳动画角色             | 浩克：马克·楚（Marc Chu）、约翰·达伯斯坦（John Doublestein）、塞勒斯·简（Cyrus Jam）和杰森·史密斯（Jason Smith）                                                      | 提名 | [ 14 ]               |
| 视觉效果协会奖     | 2013年2月5日   | 真人长片电影最佳环境创建             | 曼哈顿中城：理查德·布拉夫（Richard Bluff）、贾尔斯·汉考克（Giles Hancock）、大卫·门尼（David Meny）和安迪·普罗克特（Andy Proctor）                                        | 獲獎 | [ 14 ]               |
| 视觉效果协会奖     | 2013年2月5日   | 真人长片电影最佳虚拟摄影             | 曼哈顿下城：科林·伯努瓦（Colin Benoit）、杰里米·戈德曼（Jeremy Goldman）、托里·默瑟（Tory Mercer）和安东尼·里斯波利（Anthony Rispoli）                                        | 提名 | [ 14 ]               |
| 视觉效果协会奖     | 2013年2月5日   | 长片电影最佳模型                     | 空中航母：勒内·加西亚（Rene Garcia）、布鲁斯·霍尔库姆（Bruce Holcomb）、波利·英格（Polly Ing）和亚伦·威尔逊（Aaron Wilson）                                            | 獲獎 | [ 14 ]               |
| 视觉效果协会奖     | 2013年2月5日   | 长片电影最佳合成                     | 浩克砸：克里斯·巴洛格（Chris Balog）、彼得·德马雷斯特（Peter Demarest）、尼尔森·塞普尔韦达（Nelson Sepulveda）和阿兰·特拉维斯（Alan Travis）                                  | 提名 | [ 14 ]               |
| 英国电影学院奖     | 2013年2月10日  | 最佳视觉特效                         | 《复仇者联盟》 | 提名 | [ 15 ]               |
| 金卷轴奖           | 2013年2月17日  | 最佳音效剪辑：长片电影音效和福勒音效 | 《复仇者联盟》 | 提名 | [ 16 ]               |
| 奥斯卡金像奖       | 2013年2月24日  | 视觉效果                             | 简尼克·西尔斯（Janek Sirrs）、杰夫·怀特、盖伊·威廉斯（Guy Williams）和丹·赛迪克（Dan Sudick）                                                              | 提名 | [ 17 ]               |
| 儿童选择奖         | 2013年3月23日  | 最受欢迎电影                         | 《复仇者联盟》 | 提名 | [ 18 ]               |
| 儿童选择奖         | 2013年3月23日  | 最受欢迎电影女演员                   | 斯嘉丽·约翰逊 | 提名 | [ 18 ]               |
| 儿童选择奖         | 2013年3月23日  | 最受欢迎男打星                       | 小罗伯特·唐尼 | 提名 | [ 18 ]               |
| 儿童选择奖         | 2013年3月23日  | 最受欢迎男打星                       | 克里斯·海姆斯沃斯 | 提名 | [ 18 ]               |
| 儿童选择奖         | 2013年3月23日  | 最受欢迎女打星                       | 斯嘉丽·约翰逊 | 提名 | [ 18 ]               |
| 儿童选择奖         | 2013年3月23日  | 最受欢迎恶魔                         | 汤姆·希德勒斯顿 | 提名 | [ 18 ]               |
| 帝国奖             | 2013年3月24日  | 最佳科幻和奇幻电影                   | 《复仇者联盟》 | 提名 | [ 19 ]               |
| 帝国奖             | 2013年3月24日  | 最佳3                                | 《复仇者联盟》 | 提名 | [ 19 ]               |
| 帝国奖             | 2013年3月24日  | 最佳导演                             | 乔斯·温登 | 提名 | [ 19 ]               |
| 帝国奖             | 2013年3月24日  | 最佳男演员                           | 小罗伯特·唐尼 | 提名 | [ 19 ]               |
| 帝国奖             | 2013年3月24日  | 最佳影片                             | 《复仇者联盟》 | 提名 | [ 19 ]               |
| MTV电影大奖        | 2013年4月14日  | 年度电影                             | 《复仇者联盟》 | 獲獎 | [ 20 ] [ 21 ] [ 22 ] |
| MTV电影大奖        | 2013年4月14日  | 最佳银幕组合                         | 小罗伯特·唐尼和马克·鲁法洛                                                                                                | 提名 | [ 20 ] [ 21 ] [ 22 ] |
| MTV电影大奖        | 2013年4月14日  | 最佳打斗                             | 小罗伯特·唐尼、克里斯·埃文斯、马克·鲁法洛、克里斯·海姆斯沃斯、斯嘉丽·约翰逊和杰瑞米·雷纳对抗汤姆·希德勒斯顿               | 獲獎 | [ 20 ] [ 21 ] [ 22 ] |
| MTV电影大奖        | 2013年4月14日  | 最佳英雄                             | 小罗伯特·唐尼 | 提名 | [ 20 ] [ 21 ] [ 22 ] |
| MTV电影大奖        | 2013年4月14日  | 最佳英雄                             | 马克·鲁法洛 | 提名 | [ 20 ] [ 21 ] [ 22 ] |
| MTV电影大奖        | 2013年4月14日  | 最佳恶魔                             | 汤姆·希德勒斯顿 | 獲獎 | [ 20 ] [ 21 ] [ 22 ] |
| 金牛座世界特技奖   | 2013年5月11日  | 最佳打斗                             | 《复仇者联盟》 | 獲獎 | [ 23 ]               |
| 金牛座世界特技奖   | 2013年5月11日  | 最佳高空作业                         | 《复仇者联盟》 | 獲獎 | [ 23 ]               |
| 金牛座世界特技奖   | 2013年5月11日  | 最佳交通工具作品                     | 《复仇者联盟》 | 提名 | [ 23 ]               |
| 金牛座世界特技奖   | 2013年5月11日  | 女特技演员最佳整体特技演出           | 《复仇者联盟》 | 獲獎 | [ 23 ]               |
| 金牛座世界特技奖   | 2013年5月11日  | 最强攻击                             | 《复仇者联盟》 | 獲獎 | [ 23 ]               |
| 金牛座世界特技奖   | 2013年5月11日  | 最佳特技协调员和/或第二组导演        | 《复仇者联盟》 | 提名 | [ 23 ]               |
| 星云奖             | 2013年5月19日  | 雷·布拉德伯里奖最佳戏剧呈现          | 《复仇者联盟》：乔斯·温登 （导演兼编剧）和扎克·佩恩（Zak Penn，编剧 ）                                                            | 提名 | [ 24 ]               |
| 土星奖             | 2013年6月26    | 最佳科幻电影                         | 《复仇者联盟》 | 獲獎 | [ 25 ] [ 26 ]        |
| 土星奖             | 2013年6月26    | 最佳男配角                           | 克拉克·格雷格 | 獲獎 | [ 25 ] [ 26 ]        |
| 土星奖             | 2013年6月26    | 最佳导演                             | 乔斯·温登 | 獲獎 | [ 25 ] [ 26 ]        |
| 土星奖             | 2013年6月26    | 最佳编剧                             | 乔斯·温登 | 提名 | [ 25 ] [ 26 ]        |
| 土星奖             | 2013年6月26    | 最佳剪辑                             | 杰弗里·福特（Jeffrey Ford）和丽莎·拉塞克（Lisa Lassek）                                                                                          | 提名 | [ 25 ] [ 26 ]        |
| 土星奖             | 2013年6月26    | 最佳特技效果                         | 简尼克·西尔斯、杰夫·怀特、盖伊·威廉斯和丹·赛迪克                                                                          | 獲獎 | [ 25 ] [ 26 ]        |
| 雨果奖             | 2013年9月1日   | 最佳戏剧呈现——长片类                 | 《复仇者联盟》 | 獲獎 | [ 27 ]               |